# Chamaecrista glandulosa
Chamaecrista glandulosa är en ärtväxtart som först beskrevs av Carl von Linné, och fick sitt nu gällande namn av Edward Lee Greene. Chamaecrista glandulosa ingår i släktet Chamaecrista och familjen ärtväxter. IUCN kategoriserar arten globalt som livskraftig.

## Underarter
Arten delas in i följande underarter:
- C. g. andicola
- C. g. andreana
- C. g. balsasana
- C. g. brasiliensis
- C. g. crystallina
- C. g. flavicoma
- C. g. glandulosa
- C. g. mirabilis
- C. g. parralensis
- C. g. picardae
- C. g. rapidarum
- C. g. swartzii
- C. g. tristicula

## Bildgalleri

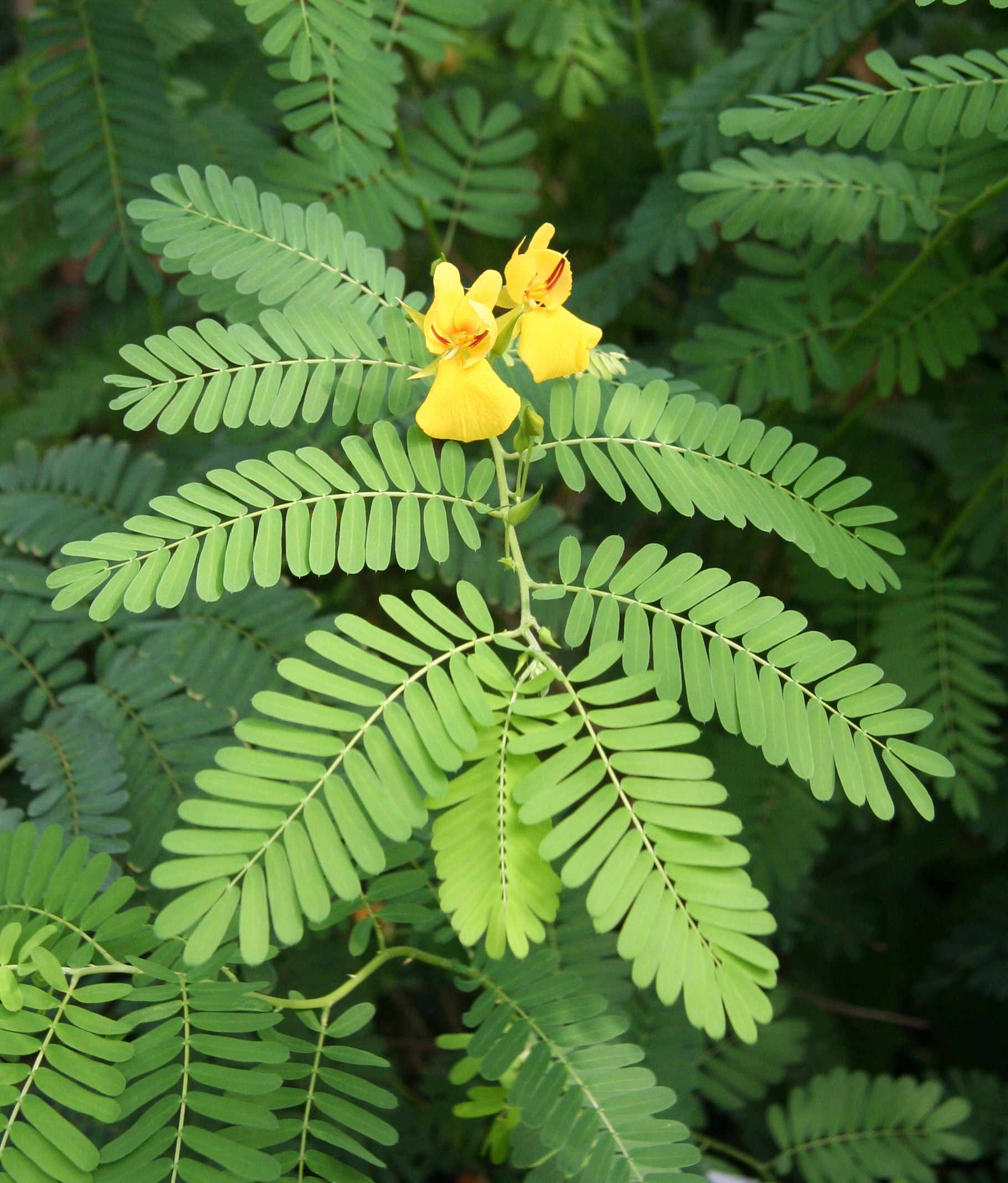
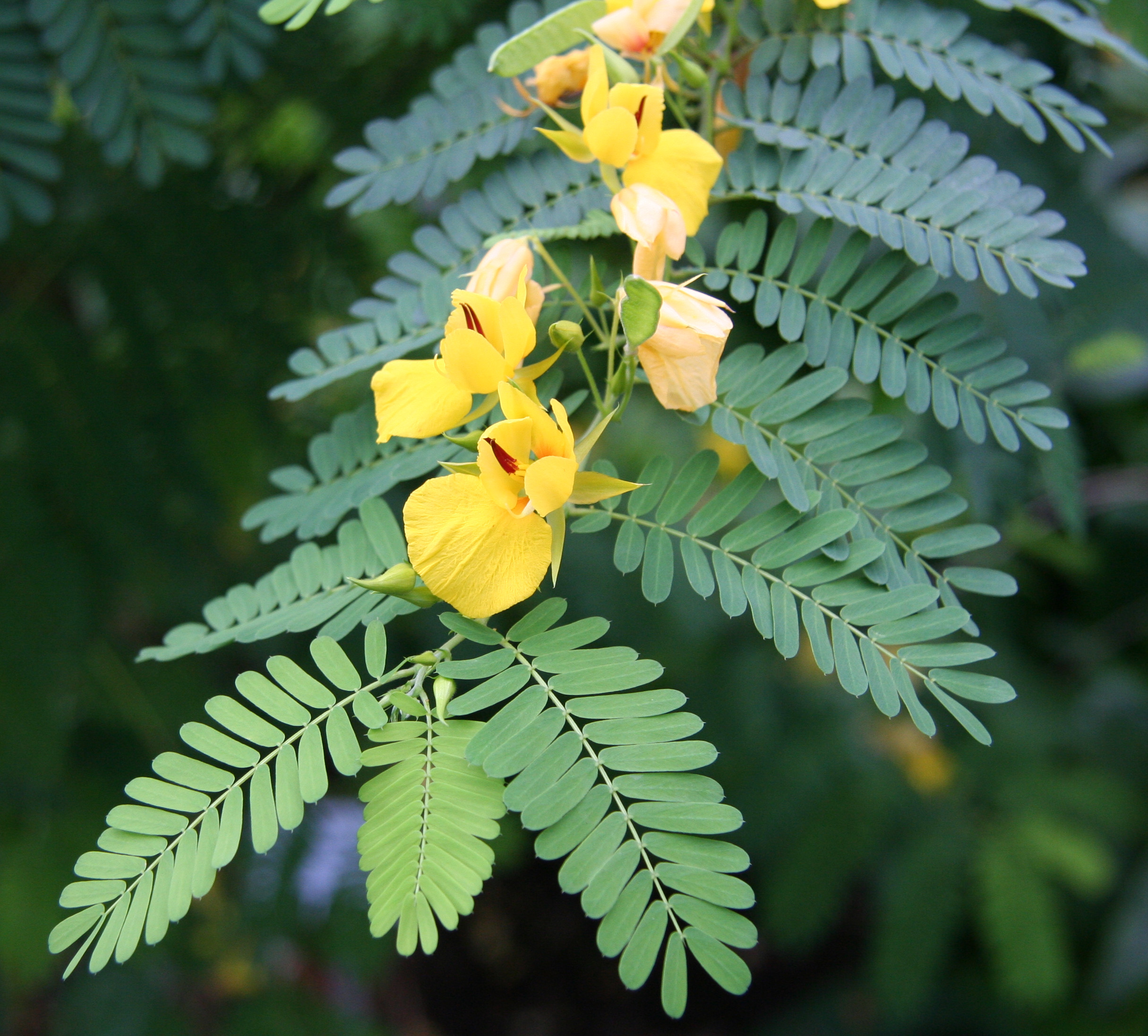
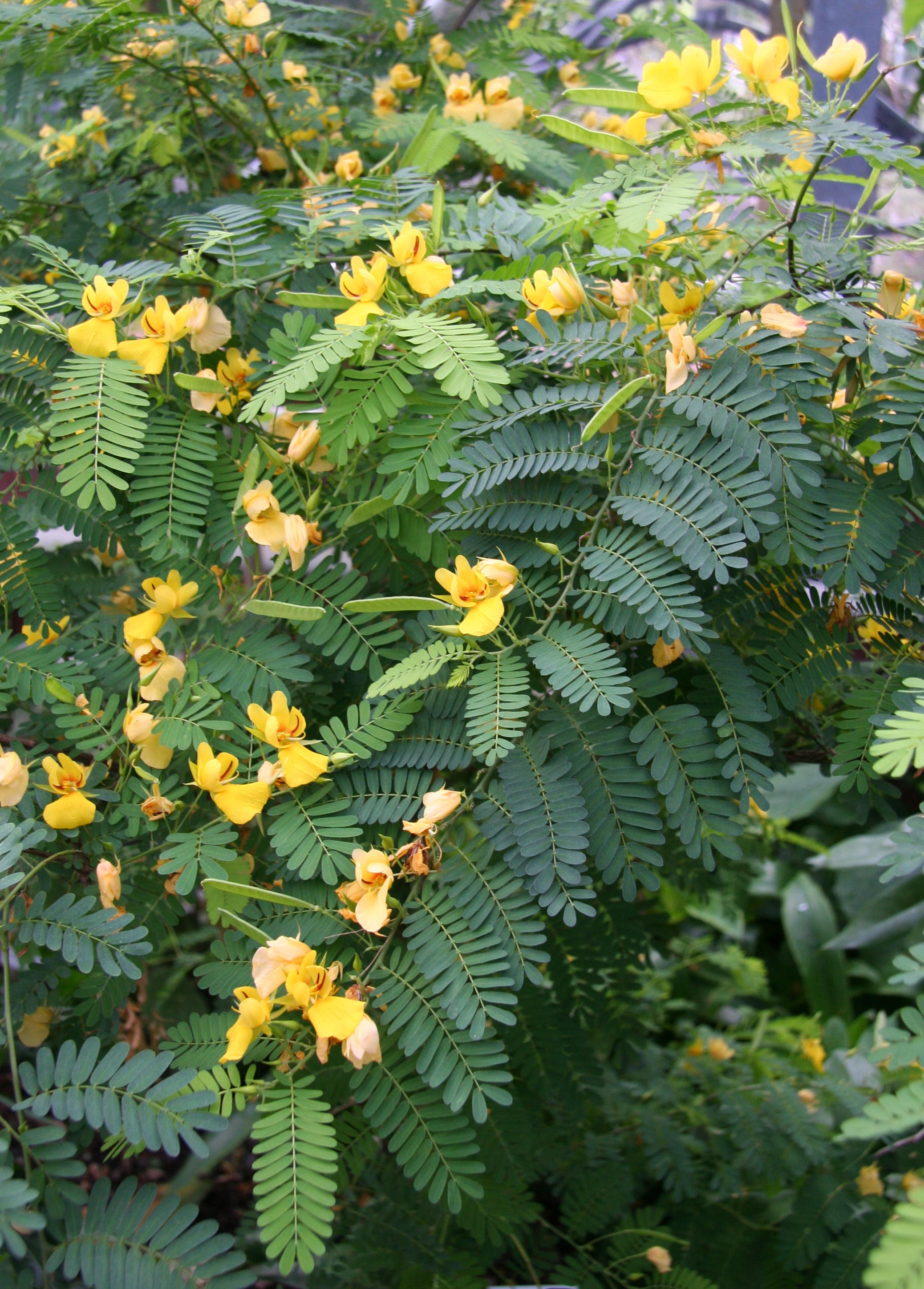